# Baskerlandet (region i Spanien)
 Denne artikel omhandler den spanske autonome region Baskerlandet. Opslagsordet har også en anden betydning, se Baskerlandet.
Baskerlandet (spansk: País Vasco, baskisk: Euskadi) er en autonom region i Spanien. Hovedstaden i regionen er Vitoria (baskisk: Gasteiz).
Regionen består af de tre provinser Álava, Guipúzcoa og Vizcaya (baskisk: Araba, Gipuzkoa og Bizkaia), og er en del af det historiske område Baskerlandet. Den autonome region er det område, der i dag oftest omtales som Euskadi, mens Euskal Herria bruges om det historiske område Baskerlandet, som også inkluderer den autonome region Navarra og de tre baskiske provinser Nedre Navarra, Lapurdi og Zuberoa som ligger i det franske departement Pyrénées-Atlantiques.
Regionen Baskerlandet styres af Baskerlandets regering.